# Maria Luisa Ucellini i Riera
Maria Luisa Ucellini Riera (Barcelona, 1947) és una nedadora catalana, ja retirada.
Membre del Clun Natació Barcelona, va especialitzar en les proves de papallona. Va aconseguir dos campionats de Catalunya en 100 m papallona i tres d'Espanya en 100 m papallona i 4x100 m estils. Internacional amb la selecció espanyola de natació en disset ocasions, va participar en diverses tornejos internacionals.

## Palmarès
- 2 Campionat de Catalunya d'estiu en 100 m papallona: 1966, 1967
- 1 Campionat d'Espanya d'estiu en 100 m papallona: 1965
- 2 Campionat d'Espanya d'estiu en 4x100 m estils: 1965, 1966